# Institución Correccional Federal de Memphis
La Institución Correccional Federal de Memphis (FCI Memphis) es una prisión federal de seguridad media para hombres ubicada en Memphis, Tennessee, administrada por la Oficina Federal de Prisiones (BOP), dependiente del Departamento de Justicia de los Estados Unidos. El complejo incluye además un anexo campamental para infractores de mínima seguridad.

## Incidentes notables
A principios de 2012, una investigación conjunta del FBI, la BOP y la Inspectoría General del DOJ reveló que varios reclusos de FCI Memphis - identificados como Mark Evans, Vincent West, Tyrone Bryant, David Chambers y Larry Burse - operaron una red de distribución de marihuana desde la prisión que abarcaba tres estados (Tennessee, Luisiana y Texas) entre septiembre de 2009 y mayo de 2010. Evans recibía envíos de marihuana a través de la cocina penitenciaria, introducidos por una empleada corrupta del servicio de alimentos, Debra Thompson. Los internos distribuían la droga a otros reclusos a precios de hasta $900 la onza (28 g). Los compradores enviaban giros postales a la esposa del mayor distribuidor de Evans en Shreveport (Luisiana), los cuales se convertían en efectivo repartido a familiares de Evans en Texas y a buzones postales en Memphis gestionados por la empleada corrupta.
Esta operación generó al menos $85,000 durante el período investigado. Evans, líder de la organización, fue declarado culpable en agosto de 2012 por conspiración para distribuir marihuana y enfrentaba hasta 10 años adicionales de prisión. Sus familiares, cómplices reclusos y la empleada aceptaron declararse culpables y testificar a cambio de posibles reducciones de condena.

## Reclusos notables
- Mitchell Johnson y Andrew Golden, autores de la Masacre de Westside Middle School en 1998.[4][5]

- Joseph Chase Winkle (Número de registro: 17517-028), exoficial de policía de Muncie, Indiana, cumple condena de 10 años tras declararse culpable de once cargos por violaciones a derechos civiles y obstrucción a la justicia, incluyendo agresiones a detenidos y falsificación de informes policiales.[6][7]